# Urawa Red Diamonds
Urawa Red Diamonds (japonsky 浦和レッドダイヤモンズ, doslova Červené diamanty), zkráceně Urawa Reds, je japonský fotbalový klub z Urawy v prefektuře Saitama, účastník nejvyšší soutěže J. League. Klubové barvy jsou červená a bílá.

## Historie
Klub byl založen v roce 1950 jako reprezentace automobilky Mitsubishi, název dostal podle tří červených diamantů v jejím logu. Získal čtyři tituly mistra Japonska v amatérské éře (1969, 1973, 1978 a 1982), v roce 1992 se zprofesionalizoval a o rok později byl jedním za zakládajících členů J. League. V roce 1999 z ní sestoupil, ale o rok později se vrátil a od té doby hraje mezi elitou nepřetržitě. Titul získal v roce 2006, pětkrát byl vicemistrem (2004, 2005, 2007, 2014 a 2016). Urawa také šestkrát vyhrála Císařský pohár (1971, 1973, 1978, 1980, 2005 a 2006), v letech 2003 a 2016 získala Japonský ligový pohár a v roce 2006 Japonský superpohár. V roce 2007 se stala vítězem Ligy mistrů AFC a startovala na Mistrovství světa ve fotbale klubů 2007, kde porazila Sepahan FC 3:1, prohrála s AC Milán 0:1 a po remíze 2:2 zdolala Étoile Sportive du Sahel na penalty, čímž si zajistila celkové třetí místo.

## Fanoušci
Klub patří k nejpopulárnějším v Japonsku, v roce 2015 měl na domácích zápasech průměrnou návštěvnost 40 777 diváků, což bylo nejvíc v lize. Ultras jsou známí jako Urawa Boys Snake 98, hlavními rivaly jsou sousedé z tokijské aglomerace Omija Ardija a Kašiwa Reysol. Hymna klubu „We Are Diamonds“ je přetextovanou verzí písně Roda Stewarta „Sailing“.

## Úspěchy
- Liga mistrů AFC: 2007, 2017
- J1 League: 2006
- J.League Cup: 2003, 2016
- Císařský pohár: 1971, 1973, 1978, 1980, 2005, 2006, 2018

## Známí hráči
- Masahiro Fukuda
- Masajuki Okano
- Šindži Ono
- Keita Suzuki
- Masami Ihara
- Keisuke Cuboi
- Makoto Hasebe
- Rjóta Cuzuki
- Marcus Tulio Tanaka
- Alessandro Santos
- Júki Abe
- Naohiro Takahara
- Genki Haraguči
- Jósuke Kašiwagi
- Tomoaki Makino
- Šinzó Kóroki
- Šúsaku Nišikawa
- Wataru Endó
- Matthew Spiranovic
- Andrew Nabbout
- Ned Zelić
- Michael Baur
- Wilfried Sanou
- Edmundo
- Washington
- Donizete Oliveira
- Brian Steen Nielsen
- Txiki Begiristain
- Basile Boli
- Uwe Rahn
- Uwe Bein
- Guido Buchwald
- Michael Rummenigge
- Željko Petrović
- Emerson Sheik
- Jurij Nikiforov
- Ranko Despotović
- Ľubomír Luhový
- Miroslav Mentel
- Zlatan Ljubijankić
- Branko Ilič
- David Moberg Karlsson
- Alpay Özalan